# مالیات بر ارث
مالیات بر ارث (به انگلیسی: inheritance tax) گونه‌ای مالیات مستقیم و از نوع مالیات بر دارایی است. اگر پس از درگذشت شخصی، مالی از وی به وارثان برسد، این دارایی، مشمول پرداخت مالیات می‌گردد.
در قوانین ایران، هرگاه مالی از متوفی به ورثه برسد، ورّاث یا نماینده قانونی آن‌ها موظفند ظرف مدت ۶ ماه از تاریخ فوت متوفی، به سازمان امور مالیاتی مراجعه و با ارائه اسناد مربوط، صورت اموال و بدهی‌های وی را در اظهارنامه مخصوص مالیات بر ارث گزارش نمایند. بدین ترتیب، پس از تشکیل پرونده متوفی، گواهینامه مالیات بر ارث صادر و به ورثه داده می‌شود. این گواهینامه تا قبل از سال ۹۵ یکی از مدارک مورد نیاز برای اخذ گواهی انحصار وراثت بوده‌است (ولی بعد از این تاریخ، انحصار وراثت و مالیات بر ارث از هم جدا شده‌اند، به این صورت که خانواده متوفی ابتدا گواهی انحصار وراثت را می‌گیرند و در زمان نقل و انتقال ماترک، مالیات آن را می‌پردازند). در این گواهی، اسامی وراث قانونی اعلام و میزان سهم هر یک از آنان مشخص می‌گردد.
مالیات بر دارایی، مالیاتی است، که در آن پایه و منبع مالیاتی را دارایی یا ثروت دارنده ملک، تشکیل می‌دهد. به عبارت دیگر، بر آنچه دارنده قبلاً به دست آورده و انباشته‌است، یا به او به ارث می‌رسد، تعلق می‌گیرد. مالیات بر دارایی عموماً به عنوان مکانیزمی برای تعدیل ثروت به کار گرفته می‌شود و بیشتر در جوامعی کاربرد دارد، که اختلاف فاحشی در دارایی و ثروت افراد آن جامعه وجود داشته باشد، یا فقط در مواردی خاص که به وسیله مالیات بر درآمد نتوان از آن منابع مالیات گرفت، اعمال می‌شود.
در اغلب کشورها، مالیات بر دارایی تحت قالب استفاده از دارایی، مالکیت دارایی و انتقالات دارایی مطرح شده‌است. در این زمینه مالیات‌های مختلف با اهداف متفاوتی وضع می‌شوند. بر طبق طبقه‌بندی مالیاتی بین‌المللی، مالیات بر دارایی شامل مالیات مکرر بر دارایی غیرمنقول، (که به صورت ناخالص بدهی بر مالک یا مستاجر وضع می‌شود)، مالیات مکرر بر خالص ثروت، مالیات بر املاک، ارث و هدایا، مالیات بر معاملات مالی و سرمایه‌ای؛ شامل انتقال چک و اوراق بهادار، یا فروش دارایی غیرمنقول و سایر مالیات‌های مکرر یا نامکرر بر دارایی می‌باشد.